# هیتومی کاواباتا
هیتومی کاواباتا (انگلیسی: Hitomi Kawabata؛ زادهٔ ۱ مهٔ ۱۹۹۶) بازیکن سافت‌بال اهل ژاپن است.
وی در مسابقات کشوری و بین‌المللی در مجموع برندهٔ ۱ مدال طلا شده‌است.